# 上坂勘解由
上坂 勘解由（かみさか かげゆ）は、戦国時代の武将で、近江国の出身。はじめ木下秀吉家老の前野長康に仕え、後に讃岐高松藩生駒家に身を寄せて家老となったが生駒騒動で死刑となった。讃岐国観音寺城主。

## 概要
近江国の豪族上坂氏の生まれ。生年、父母ともに不明。

### 前野家家臣時代
木下秀吉最古参家臣の前野長康に仕える。元亀元年（1570年）の金ヶ崎の戦いでは、一族とみられる上坂勘蔵とともに長康御内衆に列した。同年、木下秀吉が横山城代となると、主君長康に従って城番衆となる。加藤光泰が北国往還の備えとして上坂村砦に入る際に案内役を務めたという。
翌年の元亀2年（1571年）5月6日、浅井長政勢が箕浦へ出撃した際は、長康に従って横山城から打って出て中入りし、浅井軍を押し退けたという。
天正10年（1582年）6月2日午後11時頃、明智光秀の逆心（本能寺の変）を伝える密書が丹波国の細川藤孝から三木城の長康のもとに届いた際は、前野伝左衛門、小野木十左衛門らとともに摂津諸将の動きと上方の情勢、明智勢の動きを偵察することを命じられた。
翌3日午前5時頃、上坂勘解由ら十三人は、大坂摂津表に発った。6日、京都に軍を返しつつあった秀吉が播磨赤穂岬に着船すると、長康がそれを出迎え、派遣された勘解由らが偵察した摂津表の状況を報告した。その後、長康率いる前野勢は先鋒羽柴秀長軍に付けられ、山崎の戦いに出陣した。
天正19年（1591年）10月、長康に従って名護屋城に参陣する。
文禄4年（1595年）、秀次事件によってその後見人である前野長康、および家老の前野長重父子に切腹が言い渡された。家来衆は多く離散したものの、勘解由含め石崎庄兵衛、厩四郎兵衛、兼松又八郎、前野宗高、前野忠康、前野義詮、前野伝左衛門、森雄成ら僅かな重臣、一門衆は長康のもとに残り、運命を共にする覚悟を定めたが追腹は許されなかった。
慶長5年（1600年）、石崎庄兵衛や前野小助（後の助左衛門）とともに前野忠康に従い、関ヶ原の戦いの前哨戦である合渡川の戦いに出陣した。前野吉康の語るところによると、その後の関ヶ原本戦において前野忠康・三七郎父子が戦死すると、前野長宗とともに近江国へと逃れたという。

### 生駒家家老時代
その後、讃岐高松藩生駒家に仕えて家老になったといい、大坂の陣の際には西讃豊田郡の支城観音寺城にあったという。この城はかつて高丸城といって、生駒家が讃岐に入国した際に御料所1万石の代官所となり、元禄年間に与力として勘解由の嫡子上坂丹波守が城主を務めていたが元和年中に亡くなったという。丹波守との続柄は不明。豊臣氏の滅亡に伴って城は廃城となり、城門の一つは移築されて一心寺山門となった。領地は同豊田郡内に2,170石の一括知行地を持ち、与力は村田喜右衛門（361石）。
元和7年（1621年）、藩主正俊が死去すると、嫡子の小法師（後の高俊）が跡を継ぎ、外祖父の藤堂高虎が後見人となった。勘解由の高松城内屋敷は、通りを挟んで南側に西嶋八兵衛屋敷、西側に家老森出雲守の屋敷と向かい合っており、西の丸にあったが、このうち西嶋八兵衛は藤堂高虎が讃岐へ派遣して藩政にあたらせた家臣である。
寛永3年（1626年）、小法師が元服すると、国許家老生駒将監、仕置家老生駒左門、古参家老森出羽守と勘解由らが藩内の実権を握った。後見人の高虎は、藩政を牛耳る生駒将監・帯刀父子の権力を抑えるべく、外様家臣の前野助左衛門と石崎若狭を家老に加える。このうち前野はかつての主君前野忠康の婿養嗣子、石崎はかつて同じ長康家臣であった石崎庄兵衛の子であり、勘解由、庄兵衛、助左衛門（当時は小助）の三人は文禄の役や関ヶ原の戦いで共に戦った仲であった。
後に勘解由は娘を前野冶太夫（助左衛門の子）に嫁がせ、森出羽守は助左衛門の娘を子である森出雲守の妻に迎え、古参家老の森・上坂は、新参家老の前野・石崎に接近した。これら四人は後に高虎によって江戸家老とされた。これによって藩内は、一門譜代らの権力を抑えたい後見人の意向を受ける前野・石崎派と、前野・石崎派が実権を握っていることに不満を持つ将監・帯刀派で、それぞれ江戸家老と国許家老を筆頭に対立する（生駒騒動の発端）。同時期の寛永4年（1627年）時点では、国許家老生駒将監の4,000石を超えて5,000石に加増されており、上坂一門とみられる上坂式部は勘解由の5,000石のうち1,000石を領している。同じく1,000石を領したとされる嫡子上坂丹波守（母衣組）との関係は不明。
寛永10年（1633年）、それまで藩政の中心であった将監が亡くなった。前野・石崎らは藤堂高虎から後見役を継いだ高次の意向を背景に森出羽守を後任の国許家老としたため、将監の子である生駒帯刀とその派閥は憤り、寛永14年（1637年）7月と同15年（1638年）10月の二度にわたって後見の高次に訴え出た。同16年（1639年）4月、高次は土井利勝と脇坂安元に相談のうえ、喧嘩両成敗をもって事を収めるべく、両派閥の主だった5名に切腹を言い渡し、帯刀と前野・石崎はこれを了承した。
しかし寛永17年（1640年）1月、帯刀は切腹することなく国許へ帰還し、江戸にて切腹を控えていた前野・石崎は憤慨した。同年4月、前野・石崎両人は老中稲葉正勝に訴状を提出し、同時に国許に使者を送った。この使者を通じて前野・石崎派の侍8人とその従者2300人は、鉄砲や刀槍で武装して国許および江戸藩邸を立退くという大胆な行動に出た。勘解由は森出雲とともに前野・石崎を庇い、家族や家来を従えて同じく武装脱藩した。この騒動を受けて幕府は両派の者を呼び出し、三度に渡って対審を行うも、この間に前野助左衛門が病死したため審議は前野・石崎派の不利に進んだ。最終的には、前野冶太夫、石崎若狭、森出雲守らとともに切腹を言い渡され、寛永17年（1640年）7月、切腹した。

## 系譜
- 父母：不詳
- 生母不明の子女
  - 男子：上坂丹波守
  - 女子：前野冶太夫唯雪室

### 参考
- 吉田蒼生雄『武功夜話』新人物往来社、1987年。